# Marwana
Marwana (ar. مروانة, fr. Merouana) – miasto w północnej Algierii, w prowincji Batina.